# 이방호
이방호(李方鎬, 1945년 3월 6일 ~ )는 대한민국의 제16·17대 국회의원을 지낸 정치인이다.

## 개요
경상남도 삼천포시 출신이다. 연세대학교를 졸업한 후 삼천포 지역 수산업계에서 종사하였고, 수협 회장을 거쳐 1996년 신한국당 조직책으로 인선되어 정계에 입문했다. 2000년 총선 사천시 선거구에 출마, 당선되었고, 2004년 총선에서 재선된 후 2선 국회의원으로 한나라당의 중진 중 하나로 활발한 활동을 하였다.
2006년 7월 11일 한나라당 제8차 전당대회에서 최하위인 8위로 낙선했으나, 2007년 8월에 한나라당의 사무총장이 되어 이명박이 대통령으로 당선되는 데 기여했고, 이명박의 대표적인 측근으로 활약했다. 뒤이어 18대 총선을 앞두고 그는 2008년 이명박 대통령 취임 후 한나라당 사무총장 겸 총선기획단장으로 공천 심사에 영향력을 행사했는데, 그의 압력으로 친 박근혜 계열 인사를 공천에서 대거 탈락시키고 대신 친 이명박 계열 인사를 공천했다는 논란이 이어져 한나라당은 큰 계파 내분에 휩싸였다. 이러한 공천 결과와 당 갈등에 대하여 책임을 요구하는 목소리가 한나라당 안팎에서 거세게 일었다. 이러한 공천 결과 논쟁은 박근혜 전 대표의 측근들의 대거 탈당을 야기했으며, 결국 친박연대의 창당으로 이어졌다. 그리고 총선에서 그는 자신의 지역구에서 3선을 노렸으나, 민주노동당의 강기갑 후보에게 불과 178표 차이로 패배해 낙선하였다. 한나라당 지지율이 높은 사천 지역에서 그가 이례적으로 낙선한 것은 박근혜에 우호적인 지지자들의 표심이 강기갑 쪽으로 이동한 것이라는 분석이 있다.
그 후 2012년 대한민국 제19대 총선에서 사천시 선거구에 다시 출마하기 위해 준비하고 있었으나, 총선 공천 심사 직전에 사천시 선거구가 남해군·하동군과 통합되었다. 그는 사천시·남해군·하동군 선거구에 한나라당이 개편된 새누리당 공천을 신청하였으나, 새누리당은 남해군·하동군 선거구의 현역 의원인 여상규를 공천하였다. 이에 이방호는 새누리당에서 탈당하고 무소속으로 출마하였다. 4월 11일 선거에서는 이방호·여상규·강기갑 3명이 경쟁하였고, 선거구 통·폐합에 따른 소지역주의로 인한 갈등이 심했다. 그는 사천시에서는 가장 많은 표를 얻었으나, 남해군·하동군에서는 저조한 득표율을 보여 선거구 전체에서 24.57%의 득표율로 50.30%의 득표율을 보인 여상규에게 큰 차이로 패해 낙선했다.

## 학력
- 삼천포국민학교 졸업
- 삼천포중학교 졸업
- 부산고등학교 졸업
- 연세대학교 법과대학 법학 학사

## 언행 문제
2006년 2월 20일 한나라당 정책위의장으로 노무현 정부의 외교·통일 정책이 미국과 불편한 관계를 만들었다고 비판하면서 "세계 모든 국민들은 모국과 미국의 두 나라를 갖고 있다"는 미국 종속적인 발언을 했다.

## 역대 선거 결과
|  | 27.60% |

|  | 57.32% |

|  | 60.09% |

|  | 47.33% |

|  | 24.57% |

## 소속 정당
| 소속 정당 | 소속 정당  | 소속 기간 | 비고           |
| --------- | ---------- | --------- | -------------- |
|           | 신한국당   | 1996~1997 | 정계 입문      |
|           | 한나라당   | 1997~2012 | 합당           |
|           | 새누리당   | 2012      | 당명 변경      |
|           | 무소속     | 2012~2014 | 탈당           |
|           | 한나라당   | 2014~2017 | 복당 정계 은퇴 |
|           | 자유한국당 | 2017~2020 | 당명 변경      |
|           | 미래통합당 | 2020      | 합당           |
|           | 국민의힘   | 2020~현재 | 당명 변경      |

## 같이 보기
- 사천시 (선거구)
- 사천시의 국회의원